# Bleekeria kallolepis
Bleekeria kallolepis és una espècie de peix de la família dels ammodítids i de l'ordre dels perciformes.

## Morfologia
Els mascles poden assolir els 10,6 cm de longitud total.

## Distribució geogràfica
Es troba a l'Índia i Tailàndia.